# Jordan Hill, Louisiana
Jordan Hill är en ort i Winn Parish i delstaten Louisiana, USA.